# بويتاي
كان بويتاي (防衛 隊، "فيلق الدفاع") قوة حرس وطني يابانية خلال الحرب العالمية الثانية. أسستها وزارة الدفاع في يونيو 1944 استجابةً لتفاقم حالة الحرب التي تواجها اليابان وتضمنت في البداية جميع جنود الاحتياط ضمن الفئة العمرية 20-40 بما في ذلك أولئك الذين لن يكونوا عادةً ملزمين بالخدمة العسكرية بموجب نظام التجنيد الياباني. كانت جيوش منطقة الجيش الإمبراطوري الياباني مسؤولة عن تأسيس وإدارة وحدات بويتاي وكان هناك تباين كبير في كيفية تنظيم واستخدام هذه التشكيلات. تشكلت وحدات بويتاي في الجزر اليابانية الرئيسية وأوكيناوا وكوريا وفورموزا. على عكس جنود الجيش الياباني النظامي، لم يُلقن أفراد بويتاي عقيدة القتال حتى الموت أو اعتبروا أنفسهم رعايا إمبراطوريين.
شارك حوالي 20000 مجند محلي في بويتاي في معركة أوكيناوا خلال عام 1945، حيث عمل معظمهم في البداية كعمال أو في أدوار مساندة لكنهم زادوا في بعض وحدات الجيش في الخطوط الأمامية. كان معظم بويتاي أوكيناوا من المراهقين أو تتراوح أعمارهم بين الثلاثينيات والأربعينيات من العمر. مع استمرار القتال، كُلفّ العديد من أفراد المساندة بواجبات قتالية على الرغم من عدم تزويدهم بأي تدريب لهذا الدور أو أسلحة فعالة؛ صدرت أوامر لبعض أفراد بويتاي بالقيام بمهام انتحارية حاولوا فيها تفجير الدبابات باستخدام شحنات مركزة. بالإضافة إلى ذلك، قاتلت عدة مجموعات من بويتاي أوكيناوا كقوات بارتيزان مسلحة أساساً بالحراب والقنابل اليدوية. كانت الروح المعنوية بين أفراد بويتاي في أوكيناوا منخفضة، بسبب التمييز الذي عانوه على أيدي أفراد الجيش الياباني والاعتقاد السائد بخسارة الحرب. بالإضافة إلى ذلك، كان لدى العديد من مجندي بويتاي عائلات لإعالتها. نتيجة لذلك، فر حوالي 20 % من أفراد بويتاي في أوكيناوا أو استسلموا للقوات الأمريكية. ومع ذلك، فإن 50 % منهم سقط كخسائر خلال المعركة.